# JTR (gruppo musicale)
I JTR sono stati una boy band svedese formata nel 2012 a Stoccolma e scioltosi nel 2017. È stato formato da John Andreasson, Tom Lundbäck e Robin Lundbäck.

## Carriera
Formati in Svezia nel 2012, l'anno successivo i JTR hanno preso parte alle audizioni per la quinta edizione del talent show The X Factor Australia cantando As Long as You Love Me di Justin Bieber. Sono entrati a far parte del team di Natalie Bassingthwaighte. Dopo essere finiti a rischio eliminazione per tre volte, sono stati eliminati alla fine della sesta puntata nel ballottaggio con i Third Degree, piazzandosi così settimi nella competizione.
Il loro album di debutto Touchdown è stato pubblicato il 7 marzo 2014 e ha raggiunto il quarantaquattresimo posto in classifica in Australia e il venticinquesimo in Svezia. Da esso è stato estratto un singolo, Ride, uscito il mese prima della distribuzione dell'album.
I JTR hanno partecipato a Melodifestivalen 2015, il processo di selezione svedese per la ricerca del rappresentante nazionale all'Eurovision Song Contest 2015, con il brano Building It Up. Si sono esibiti nella quarta semifinale, trasmessa in diretta il 28 febbraio 2015, dove sono risultati i secondi più votati dal pubblico, ottenendo l'accesso automatico alla finale del 14 marzo. Qui si sono piazzati decimi su 12 partecipanti con 25 punti totali ottenuti, di cui 21 dalle giurie internazionali e 4 dal pubblico (equivalenti a 14.236 televoti, lo 0,9% del totale). Building It Up ha raggiunto il trentatreesimo posto nella classifica settimanale svedese. Il 26 agosto 2015 è uscito Oh My My, il secondo album dei JTR, esclusivamente per il mercato giapponese.

## Membri
- John Andreasson (n. 1990)
- Tom Lundbäck (n. 1993)
- Robin Lundbäck (n. 1994)

## Discografia

### Album
- 2014 - Touchdown
- 2015 - Oh My My

### Singoli
- 2014 - Ride
- 2014 - Night for Life
- 2015 - Building It Up
- 2015 - Centre of Everywhere
- 2016 - You'll Be Alright